# Pilledrager-familien
Pilledrager-familien (Marsileaceae) er udbredt i Europa, Australien, Sydøstasien og Sydamerika. Det er 3 slægter og ca. 70 arter af specialiserede, vandlevende eller meget fugtkrævende bregner. De modsatte blade udspringer fra jordstængler, som enten bærer bladene fra flere vækstpunkter, eller som bærer de 2-4 brede blade fra spdsen. Her nævnes alle slægterne, selv om kun Pilledrager er vildtvoksende i Danmark.
| Slægter |

- Kløverbregne (Marsilea) (synonym: Lemma)
- Pilledrager-slægten (Pilularia)
- Regnellidium

| Portal | Portal:Botanik |